# 空手道牙城會館
空手道牙城會館（からてどう　がじょうかいかん）は、平野雅龍が創設したフルコンタクト空手団体である。正式名称は国際総合武道教育連盟　空手道牙城會館（こくさいそうごうぶどうきょういくれんめい からてどうがじょうかいかん）である。館長は平野雅龍。名誉会長に北上市長・伊藤彬、名誉顧問に参議院議員・平野達男がそれぞれ就任している。

## 組織概要
創始者の平野雅龍が、様々な武道経験を経て「創拳道」を立ち上げ、これをさらに発展させて1989年に「空手道牙城会館」を設立した。命名の由来は、一人の人間として社会的、人道的立場において様々な弊害や試練に直面した時に、道場（城）での日々の修行鍛錬を通して心技体の向上を図りながら自身を磨き、現代社会が抱えている様々な諸問題に直面した時に勇気（牙）を持つことによって対処ができるような人格を形成し、成長してほしいという願いを込めて命名したとされる。同名の組織が他にもあるとされるが、まったく関係は無く、別組織である。現在は岩手県を中心に活動しているが、平野が発足させた国際総合武道教育連盟の加盟団体や他の格闘技団体との交流も盛んである。
牙城会館主催の空手道錬成大会などでは、例年、大会役員に衆議院議員・小沢一郎や北上市出身の参議院議員・平野達男、岩手県知事・達増拓也などの政界有力者が名を連ねている。